# Гарден-Сіті (Мічиган)
Гарден-Сіті (англ. Garden City) — місто (англ. city) в США, в окрузі Вейн штату Мічиган. Населення — 27 380 осіб (2020).

## Географія
Гарден-Сіті розташований за координатами 42°19′28″ пн. ш. 83°20′28″ зх. д. / 42.32444° пн. ш. 83.34111° зх. д. (42.324387, -83.341213).  За даними Бюро перепису населення США в 2010 році місто мало площу 15,20 км², уся площа — суходіл.

## Демографія
Згідно з переписом 2010 року, у місті мешкали 27 692 особи в 10 894 домогосподарствах у складі 7383 родин. Густота населення становила 1822 особи/км².  Було 11616 помешкань (764/км²).
Расовий склад населення:
| - 92,5 % — білих - 3,4 % — чорних або афроамериканців - 0,8 % — азіатів - 0,4 % — корінних американців |

До двох чи більше рас належало 2,1 %. Частка іспаномовних становила 3,3 % від усіх жителів.
За віковим діапазоном населення розподілялося таким чином: 22,4 % — особи молодші 18 років, 63,6 % — особи у віці 18—64 років, 14,0 % — особи у віці 65 років та старші. Медіана віку мешканця становила 39,9 року. На 100 осіб жіночої статі у місті припадало 96,4 чоловіків;  на 100 жінок у віці від 18 років та старших — 93,8 чоловіків також старших 18 років.
Середній дохід на одне домашнє господарство  становив 59 458 доларів США (медіана — 49 862), а середній дохід на одну сім'ю — 67 896 доларів (медіана — 60 063). Медіана доходів становила 46 952 долари для чоловіків та 34 455 доларів для жінок. За межею бідності перебувало 10,9 % осіб, у тому числі 17,2 % дітей у віці до 18 років та 8,7 % осіб у віці 65 років та старших.
Цивільне працевлаштоване населення становило 12 843 особи. Основні галузі зайнятості: виробництво — 21,4 %, освіта, охорона здоров'я та соціальна допомога — 17,0 %, роздрібна торгівля — 13,9 %.